# Bezhin lug
Bezhin lug (cirílico: Бежин луг; Brasil: Traição na Campina; Portugal: O Prado de Bejine) é um filme de curta-metragem soviético de 1937, dirigido por Sergei M. Eisenstein e famoso por ter sido censurado e supostamente destruído antes de sua conclusão.
Narra a estória de um jovem camponês que opõe-se ao seu próprio pai, que tem a intenção de trair o governo soviético, sabotando a colheita anual. O filme destaca os esforços daquele para proteger o Estado soviético e o regime comunista, e que culminam com o assassinato do garoto e com um distúrbio popular. A película toma o título de uma novela de Ivan Turgenev, no entanto baseia-se na história verídica de Pavlik Morozov, um jovem russo que foi convertido pela propaganda em mártir após também ter denunciado o pai como dissidente e, em consequência, ter sido morto por familiares em 1932. Morozov foi imortalizado através de canções, poemas e deste curta-metragem.